# Grand Prix of Moscow
Der Grand Prix of Moscow ist ein russisches Straßenrad-Eintagesrennen.
Der Grand Prix of Moscow wurde im Jahr 2004 zum ersten Mal ausgetragen. Seit 2005 ist er Teil der UCI Europe Tour und ist in die UCI-Kategorie 1.2 eingestuft. Das Rennen findet jährlich im Mai in Moskau statt. Rekordsieger ist der Russe Alexander Chatunzew, der das Rennen als bisher einziger Fahrer zweimal gewinnen konnte.

## Siegerliste
- 2015  Siarhei Papok
- 2014  Leonid Krasnow
- 2013  Iwan Kowaljow
- 2012  Witalij Popkow
- 2011  Olexandr Martynenko
- 2010  Esad Hasanović
- 2009  Alexander Chatunzew
- 2008  Oļegs Meļehs
- 2007  Roman Klimow
- 2006  Alexander Chatunzew
- 2005  Alexei Schmidt
- 2004  Roman Paramonow